# Legambiente
Legambiente è un'associazione ambientalista italiana erede dei primi nuclei ecologisti e del movimento antinucleare che si sviluppò in Italia e in tutto il mondo occidentale nella seconda metà degli anni settanta. Nata nel 1980 nell'ambito dell'ARCI, da cui si è successivamente resa autonoma, era conosciuta inizialmente come Lega per l'Ambiente, ma nel 1992, nel corso del IV Congresso nazionale tenutosi a Parma, ha modificato il nome in Legambiente per evitare confusione con altri movimenti.

## Generalità
Alcuni degli elementi principali che caratterizzano l'associazione:
- L'ambizione di "pensare globalmente, agire localmente",[1] cioè di intrecciare la questione ambientale con le necessità e le aspirazioni dei cittadini in carne e ossa e con i problemi specifici della società italiana;
- L'ambientalismo scientifico, cioè la scelta di fondare ogni iniziativa per la difesa dell'ambiente su una solida base scientifica e di accompagnare tutti i "no" con l'indicazione di alternative concrete, realistiche, praticabili;
- Un'attenzione prioritaria ai problemi legati al degrado ambientale ed urbanistico delle città e al nesso tra economia e ambiente;
- Un interesse costante per i temi dell'educazione e della formazione dei cittadini;
- Un approccio originale ed innovativo alle questioni legate alla conservazione della natura e alla politica delle aree protette, ispirato all'obiettivo di fare di parchi, oasi, riserve i primi laboratori di uno sviluppo economico e turistico equilibrato e sostenibile.[2]

Tutto questo ha fatto in modo che Legambiente diventasse l'organizzazione ambientalista italiana più diffusa sul territorio: oltre 115 000 tra soci e sostenitori, 1 000 gruppi locali, 30 000 classi che partecipano a programmi di educazione ambientale, più di 3 000 giovani che ogni anno partecipano ai campi di volontariato, oltre 60 aree naturali gestite direttamente o in collaborazione con altre realtà locali.
Legambiente è riconosciuta dal Ministero dell'Ambiente e della Tutela del Territorio e del Mare come associazione di interesse ambientale; fa parte dell'Ufficio Europeo dell'Ambiente, l'organismo che raccoglie tutte le principali associazioni ambientaliste europee e dell'Unione internazionale per la conservazione della natura. È riconosciuta dal Ministero degli Affari Esteri come ONG di sviluppo.

## Attività

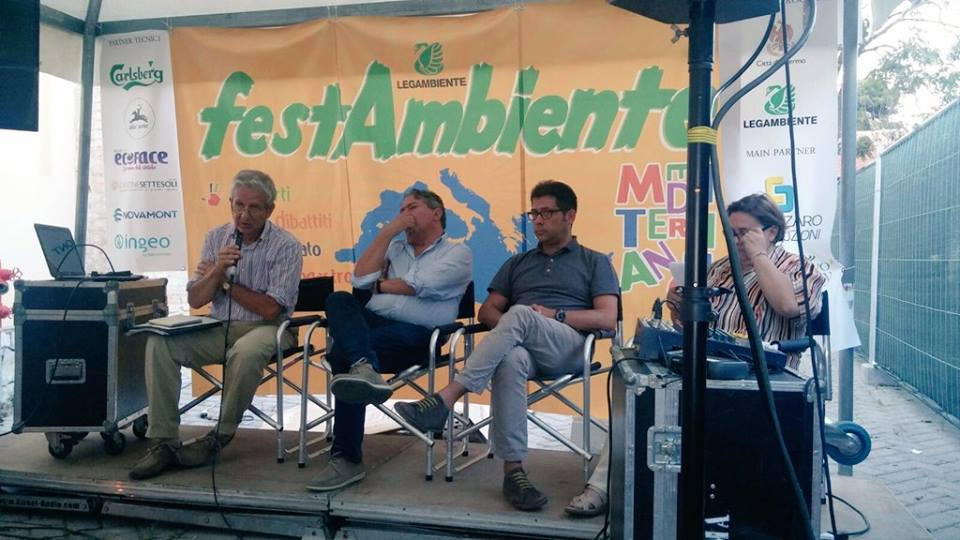
Dibattito sulle migrazioni con Legambiente, ARCI, SOS Med e Caritas a Festambiente Mediterraneo. Palermo, Sicilia, settembre 2016.

In oltre quarant'anni di attività Legambiente ha organizzato campagne itineranti di monitoraggio della qualità ambientale lungo le coste e nelle città, come Goletta Verde, Goletta dei Laghi, Treno Verde e altre; attività di volontariato Spiagge pulite e Puliamo il Mondo, edizione italiana di Clean Up the World, la giornata mondiale di pulizia di parchi, aree urbane, aree fluviali di cui Legambiente è dal 1994 l'organizzatore per l'Italia.
Ha promosso e fatto crescere la mobilitazione contro lo smog e i referendum del 1987 e del 2011 contro il nucleare, ha combattuto contro l'abusivismo edilizio e alzato il velo sulle discariche abusive di rifiuti e sull'azione delle ecomafie, con un rapporto annuale sugli illeciti ambientali connessi alle attività delle organizzazioni criminali; promuove inoltre l'utilizzo di energie alternative e rinnovabili, il risparmio energetico, la salvaguardia delle aree protette, la lotta al traffico illegale dei rifiuti. Ogni anno elabora un'accurata analisi sulla situazione dell'ambiente in Italia (Ambiente Italia).
Dal 2004 Legambiente organizza inoltre Voler Bene all'Italia, un'iniziativa per la tutela e la valorizzazione della Piccola Grande Italia, ovvero i Comuni con meno di 5 000 abitanti che rappresentano una parte importante del patrimonio storico e culturale italiano, in molti casi si tratta infatti di piccoli comuni solo in relazione al numero di abitanti, che si trovano però a gestire territori molto vasti, ricchi di aree di pregio dal punto di vista storico, culturale e naturalistico, come ad esempio beni culturali (musei, chiese, castelli e palazzi storici) parchi e aree naturali, percorsi escursionistici o luoghi di interesse archeologico.
Legambiente è l'organizzatrice di Festambiente, festival che dal 1989 a Ripescia (Grosseto) mette in mostra i risultati delle campagne nazionali dell'associazione, tra i più popolari eventi europei dedicati all'ecologia e alla sostenibilità, con oltre 80 000 visitatori ogni anno. Oltre alla storica festa in Maremma, oggi Festambiente è una vera e propria rete con oltre 30 eventi in tutta Italia.
L'associazione pubblica inoltre il mensile La nuova ecologia.

### Le origini: la mobilitazione contro il nucleare
L'occasione che fece dell'ecologismo un vero e proprio movimento politico fu senza dubbio la battaglia antinucleare. Tra il 1975 e il 1976, a due anni dalla crisi petrolifera del 1973 che per la prima volta aveva reso concreta la possibilità che il petrolio diventasse improvvisamente una risorsa scarsa, venne varato il nuovo Piano Energetico Nazionale che prevedeva la costruzione di 20 nuovi impianti nucleari, che dovevano aggiungersi alle tre piccole centrali già in funzione di Latina, del Garigliano e di Trino Vercellese.
All'inizio degli anni '70 la grande maggioranza dell'opinione pubblica era favorevole a imboccare questa strada.
Nel '76 tutti noi fisici di sinistra eravamo favorevoli al nucleare - ricorda Gianni Mattioli, all'epoca esponente del Comitato per il Controllo delle Scelte Energetiche - ritenevamo anzi che il ritardo italiano in questo campo fosse uno dei prezzi pagati dal nostro Paese alla divisione internazionale del lavoro, che aveva portato allo smantellamento del settore delle grandi macchine elettroniche. Una sera dell'autunno '76, alla fine di una riunione convocata per mettere a punto la posizione di Democrazia Proletaria insieme a Massimo Scalia e a Paolo Degli Espinosa, un tecnico del Cnen, Paolo ci disse "Me ne vado a letto, domattina presto devo andare a convincere i contadini di Montalto di Castro che la centrale è una buona cosa".

Tornato da quell'incontro aveva perso molto del suo ottimismo filosofico. "La popolazione di Montalto - ci raccontò - quel reattore proprio non lo vuole, credo ci siano dei problemi sanitari".

Da allora, per alcune settimane ci buttammo a studiare decine di documenti sul tema e ci accorgemmo che i dubbi dei contadini di Montalto erano condivisi da fior di medici e di biologi. Fu così che maturammo la nostra scelta contro l'atomo.

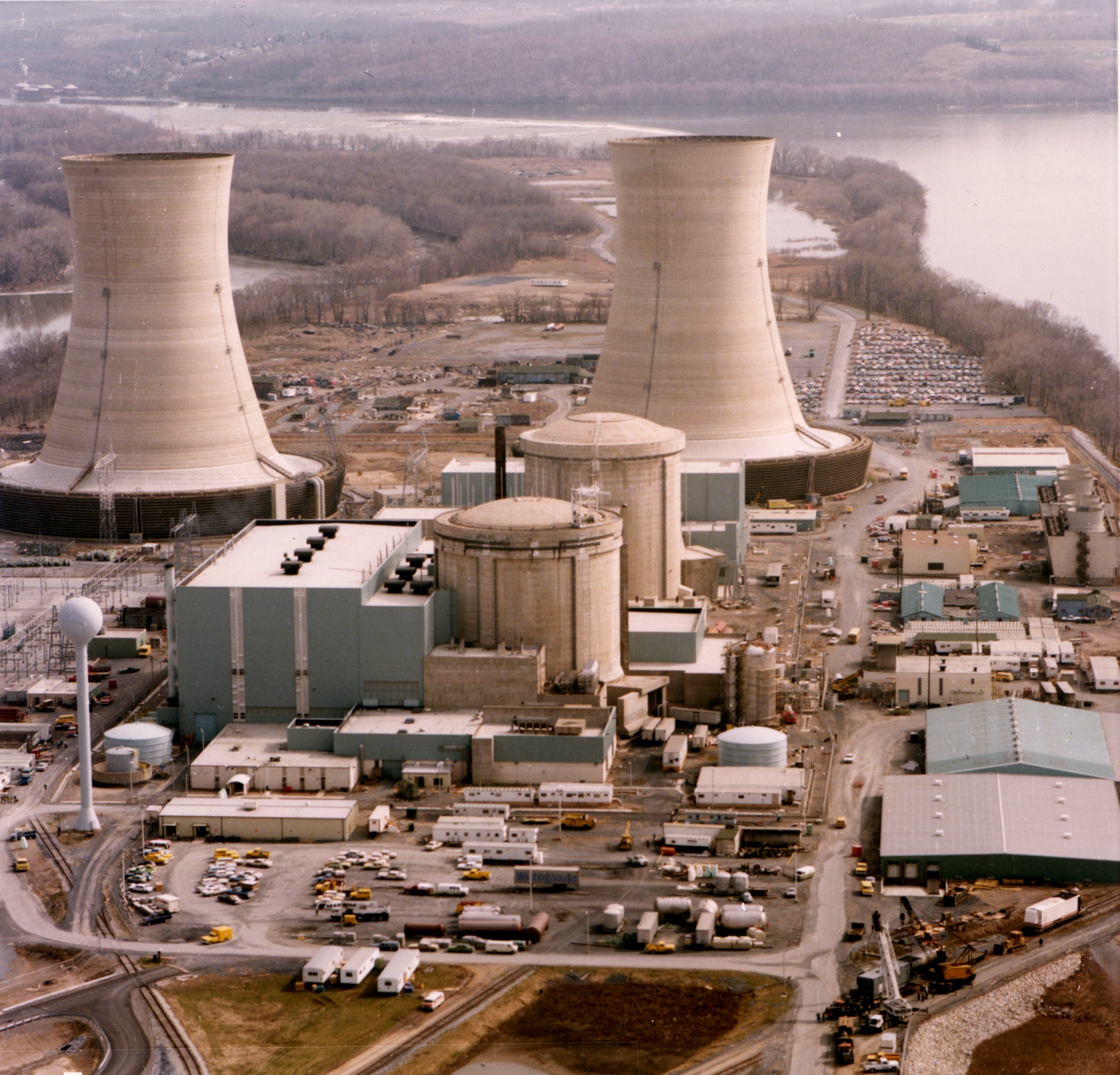
La centrale di Three Mile Island

Un altro anno importante per il movimento antinucleare e tutto l'ambientalismo italiano fu il 1979. Il 28 marzo si verificò un incidente nella centrale nucleare di Three Mile Island: il primo grande incidente nucleare della storia. Malgrado non si registrassero significative fughe di radioattività nell'ambiente, si trattò di un incidente grave, che danneggiò seriamente il secondo reattore, attivo da appena 13 mesi: fu infatti necessario un mese di ansie e attese per riportare definitivamente sotto controllo e spegnere il reattore; l'unità coinvolta subì una parziale fusione nel nucleo e non tornò mai più in esercizio. L'opinione pubblica di tutto il mondo verificò per la prima volta che il rischio di incidenti dalle conseguenze incontrollabili era una realtà. Meno di due mesi dopo, il 19 maggio, oltre 20 000 persone parteciparono a Roma a una manifestazione antinucleare promossa dal Comitato per il Controllo delle Scelte Energetiche: fu il segno che la mobilitazione nata a Montalto di Castro aveva ormai messo radici.
Negli stessi mesi, all'interno dell'ARCI, struttura che riuniva l'associazionismo di sinistra, si creò il primo nucleo della Lega per l'Ambiente che assumerà poi una prima struttura organizzativa nella primavera del 1980 con Maurizio Sacconi e Chicco Testa:
"Le prime iniziative che organizzammo erano di divulgazione, ricordo un ciclo di proiezioni nei circoli ARCI di un bel film di Jacques Cousteau. Ma il passaggio fondamentale per il futuro della Lega per l'Ambiente fu l'incontro con il movimento antinucleare e in particolare con il Comitato per il Controllo delle Scelte Energetiche. Era prevista per maggio una manifestazione a Montalto di Castro e nelle riunioni per prepararla feci amicizia con un giovane studente di fisica del Comitato, Ermete Realacci: gli chiesi di venire a coordinare il Comitato Scientifico della Lega per l'Ambiente, anche Mattioli e Scalia entrarono nell'associazione e così cominciammo a costruire un nuovo tipo di ambientalismo, molto diverso da quello naturalistico e conservazionista di WWF e Italia Nostra. Un ambientalismo attento soprattutto ai problemi legati all'industrializzazione".
Già dai primi anni, la Lega per l'Ambiente si allontanò rapidamente dal modello di associazione culturale e ricreativa "collaterale" ai partiti di sinistra, caratteristico dell'Arci, finché nel 1986, nel secondo congresso tenutosi a Perugia, si distaccò dall'Arci per diventare a tutti gli effetti un'associazione autonoma.

### Il disastro di Černobyl' e i referendum del 1987 e del 2011

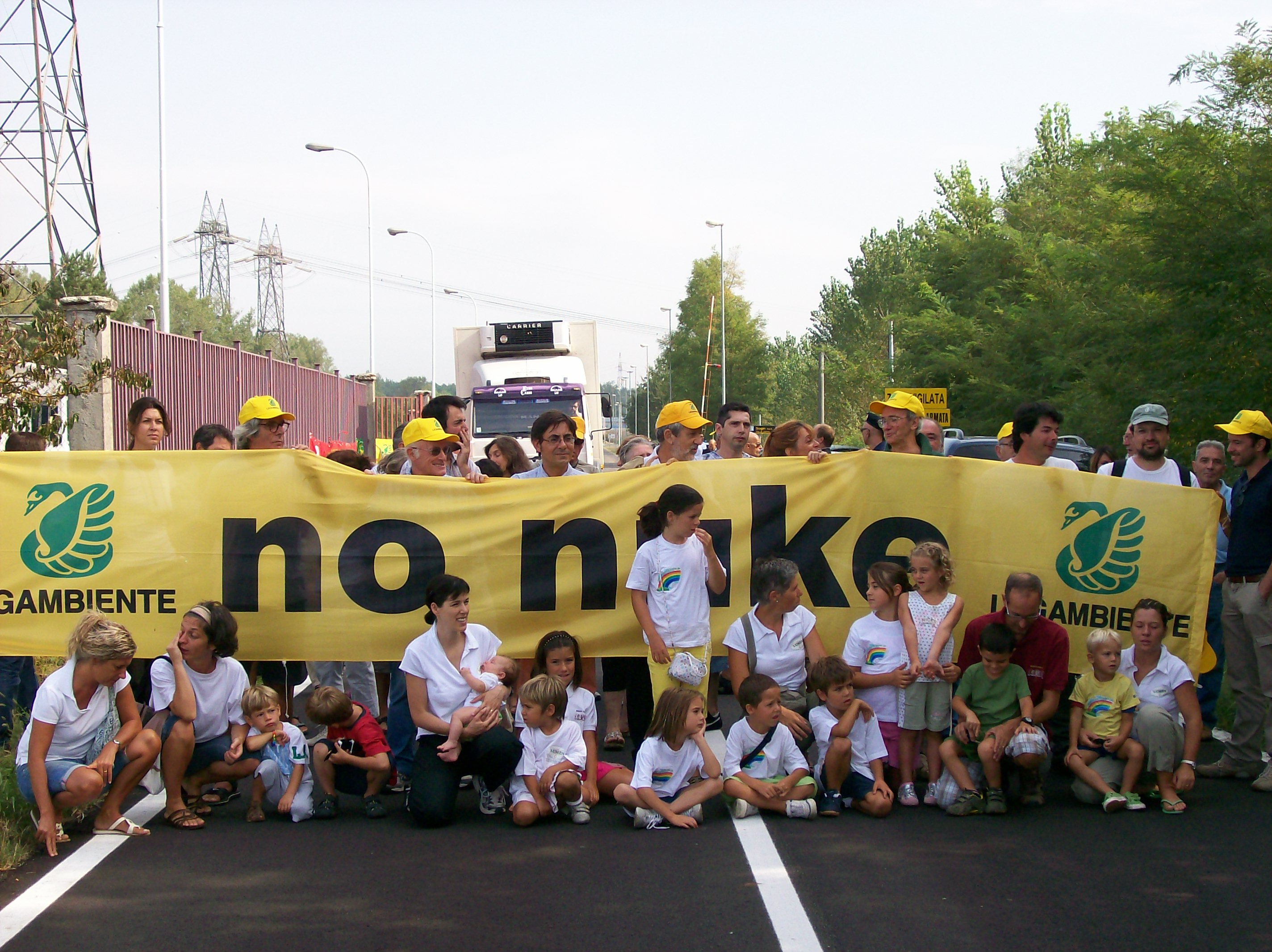
Settembre 2009, presidio davanti alla centrale di Caorso (PC)

Il 26 aprile 1986 un incidente nella centrale nucleare di Černobyl' in Ucraina sprigionò una nube radioattiva che attraversò mezza Europa. In Italia le prime reazioni delle fonti ufficiali tesero a minimizzare. La rivista La Nuova Ecologia e la Lega per l'Ambiente, ai primi di maggio, resero invece noti durante una conferenza stampa i dati che documentavano la presenza preoccupante di radionuclidi su molte aree del paese. Nei giorni successivi le autorità vietarono il consumo degli alimenti più a rischio come latte e insalata.
In un inserto speciale allegato a La Nuova Ecologia del maggio 1986, venne pubblicato il resoconto di una riunione svoltasi il 1º maggio tra i tecnici dell'Istituto Superiore di Sanità e dell'ENEA e il Ministro della Protezione Civile Giuseppe Zamberletti, per decidere le misure da adottare dopo l'arrivo in Italia della nube radioattiva. L'Istituto Superiore di Sanità raccomandò di vietare il consumo di latte, uova, frutta, verdura e di fermare caccia, pesca e macellazione, ma il Ministro su pressione dell'Enea si limitò a diramare un comunicato in cui si invitavano i cittadini a non consumare verdura a foglia e a non dare latte fresco ai bambini al di sotto dei dieci anni. Di fronte alle accuse degli ambientalisti, il Ministro della Sanità Degan scavalcando Zamberletti trasforma l'invito in divieto.
Il 10 maggio a Roma una grande manifestazione popolare a cui parteciparono più di 200 000 persone segnò il primo passo verso il referendum che l'anno successivo portò all'abbandono dell'energia nucleare in Italia.
La mobilitazione contro il nucleare rappresentò un punto di svolta nella storia dell'ambientalismo italiano: per il referendum del 1987 vennero raccolte in pochi mesi oltre un milione di firme, il doppio del necessario, la Lega per l'Ambiente e il WWF raddoppiarono i soci, mentre alle elezioni politiche del 1987 i Verdi ottennero quasi un milione di voti.
Dopo la decisione del Governo Berlusconi III nel 2008 di ritornare all'utilizzo dell'energia nucleare in conseguenza dell'aumento dei prezzi di gas naturale e petrolio, Legambiente è stata inoltre tra i promotori della coalizione Vota Sì per fermare il nucleare, composta da oltre 60 associazioni, che ha promosso la mobilitazione per il referendum del 12 e 13 giugno 2011. Anche in conseguenza dell'incidente nella centrale giapponese di Fukushima, che nel marzo 2011 ha riaperto il dibattito mondiale sui rischi connessi agli impianti nucleari, il referendum ha confermato, 25 anni dopo Černobyl', la contrarietà della maggioranza assoluta dei cittadini italiani all'utilizzo dell'energia prodotta dall'atomo.

### Goletta Verde

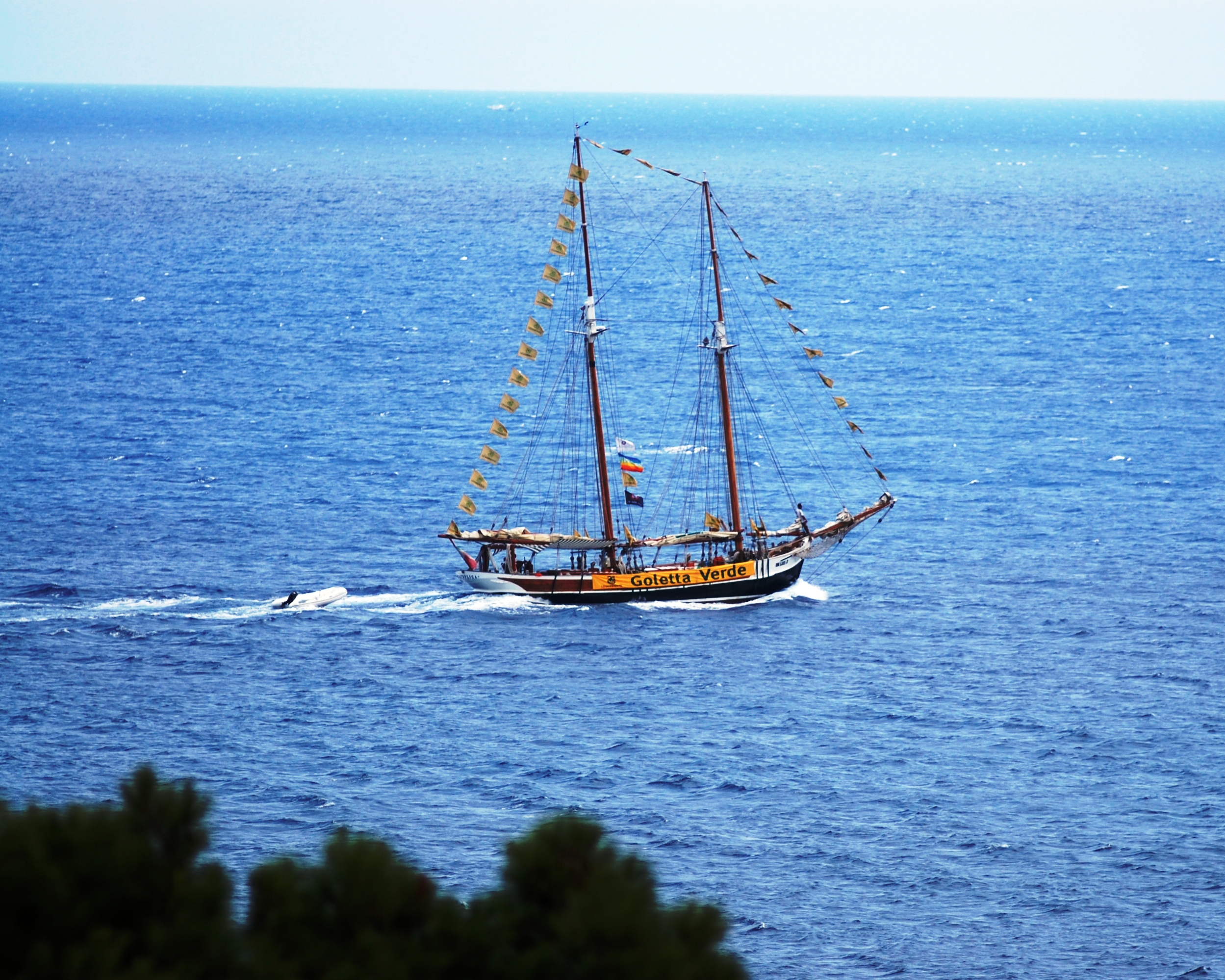
La Goletta verde
nel golfo di Palermo (agosto 2007)

Sempre nel 1986 si svolge per la prima volta la campagna Goletta Verde, un viaggio da Sanremo a Trieste lungo i 4 000 chilometri di coste italiane per verificare lo stato di salute delle acque di balneazione. La campagna, organizzata assieme alla rivista L'Espresso (che pubblica ogni settimana i dati dei rilevamenti effettuati) rappresenta il primo studio sull'inquinamento marino in un'epoca in cui le autorità preposte al controllo non erano ancora in grado di dare un quadro della situazione del mare. In ogni località in cui fa tappa l'imbarcazione ambientalista (nella prima edizione sono 45) vengono organizzate conferenze stampa e dibattiti sullo stato di salute del mare.
Negli anni successivi, anche in conseguenza dello stimolo rappresentato dalla campagna ambientalista, vengono gradualmente potenziate le strutture di controllo pubbliche, perciò Goletta Verde cambia lentamente fisionomia, passando dalla sola azione di check-up delle condizioni del mare (che pure rimane) a iniziative a più ampio spettro: promozione delle attività dell'associazione e denuncia di abusivismo edilizio, cementificazione selvaggia delle coste, scarichi illegali. Tra i risultati più noti di questa azione di denuncia si possono segnalare l'abbattimento dell'Hotel Fuenti a Vietri sul Mare e della saracinesca di Punta Perotti (Bari).

### Treno Verde
Dal 1988 Legambiente organizza, insieme a Ferrovie dello Stato, la campagna itinerante Treno Verde, con l'obiettivo di misurare l'inquinamento atmosferico e acustico nelle città italiane e sensibilizzare la cittadinanza sulla qualità dell'aria e sulla mobilità sostenibile. Le carrozze del treno sono allestite con mostre tematiche e ospitano eventi e laboratori educativi per le scuole.

### Lotta alle ecomafie e Ecoreati
Il termine ecomafia appare per la prima volta nel 1994 in un documento intitolato Le ecomafie - il ruolo della criminalità organizzata nell'illegalità ambientale.

Era il primo rapporto realizzato da Legambiente in collaborazione con Eurispes e Arma dei Carabinieri. Si trattava allora di un neologismo. Qualche anno dopo lo Zingarelli avrebbe certificato l'utilità di questo termine per indicare le pratiche del malaffare nell'edilizia abusiva e nello smaltimento illecito dei rifiuti.
La collaborazione con l'Arma dei Carabinieri non era affatto scontata per un'associazione ambientalista a metà degli anni '90. Il compito fu affidato a Enrico Fontana, giornalista, un passato nella redazione di Paese Sera, strappato per la circostanza all'Espresso. Con Stefano Ciafani, Nunzio Cirino e Lorenzo Miracle si diede vita al settore Ambiente e Legalità cominciando a raccogliere e sistematizzare le informazioni e i dati delle forze dell'ordine sui reati ambientali. È nato così il Rapporto Ecomafia, un lavoro che in pochi anni è diventato un riferimento per quanti lavorano per reprimere questo fenomeno. Al rapporto collaborano tutte le forze dell'ordine e ora Legambiente collabora con le procure e la Direzione nazionale antimafia che ha creato un pool per la lotta alle ecomafie.
Parallelamente alla stesura del Rapporto Ecomafia, Legambiente porta avanti la richiesta di dotare la Magistratura di strumenti di indagine adeguati ad arginare il fenomeno, a cominciare dall'introduzione nel codice penale dei delitti contro l'ambiente, detti ecoreati, fino a quel momento di natura contravvenzionale. Faceva eccezione a questa anomalia legislativa il reato di Traffico Illecito di Rifiuti previsto dall'Articolo 260 del Testo Unico Ambientale Dlgs n. 152/2006.
Dopo 21 anni di battaglie, il 19 maggio 2015 viene approvato, con i soli voti contrari di Forza Italia e l'astensione della Lega Nord, il disegno di legge Ddl 1345 B promosso da Ermete Realacci (Pd), Salvatore Micillo (M5S) e Serena Pellegrino (Sel) che introduce nel codice penale cinque nuovi delitti contro l'ambiente. La Legge n.68/2015 viene pubblicata sulla Gazzetta Ufficiale del 28 maggio ed entra in vigore dal 29 maggio 2015.
I reati introdotti sono:
- Inquinamento ambientale;
- Disastro ambientale;
- Traffico e abbandono di materiale ad alta radioattività;
- Impedimento del controllo;
- Omessa bonifica.

Inoltre vengono introdotti una serie di altri provvedimenti che riguardano la prescrizione, l'obbligo di ripristino dei luoghi contaminati, la confisca dei beni, la diminuzione di pena per ravvedimento operoso.
Uno dei maggiori disastri ambientali in Calabria sono i cosiddetti "crateri di Bocale" di cui, Legambiente negli ultimi mesi sta redigendo un'inchiesta. Sono enormi cave scavate, già posto sotto sequestro nel 2005, nelle colline di Reggio Calabria da soggetti vicino alla criminalità organizzata, esattamente nel quartiere di Bocale per l'estrazione illecita che si estendono su una superficie di oltre 10 ettari. L'inchiesta era già inserita nel Dossier Cave del 2008.

### Mal'aria

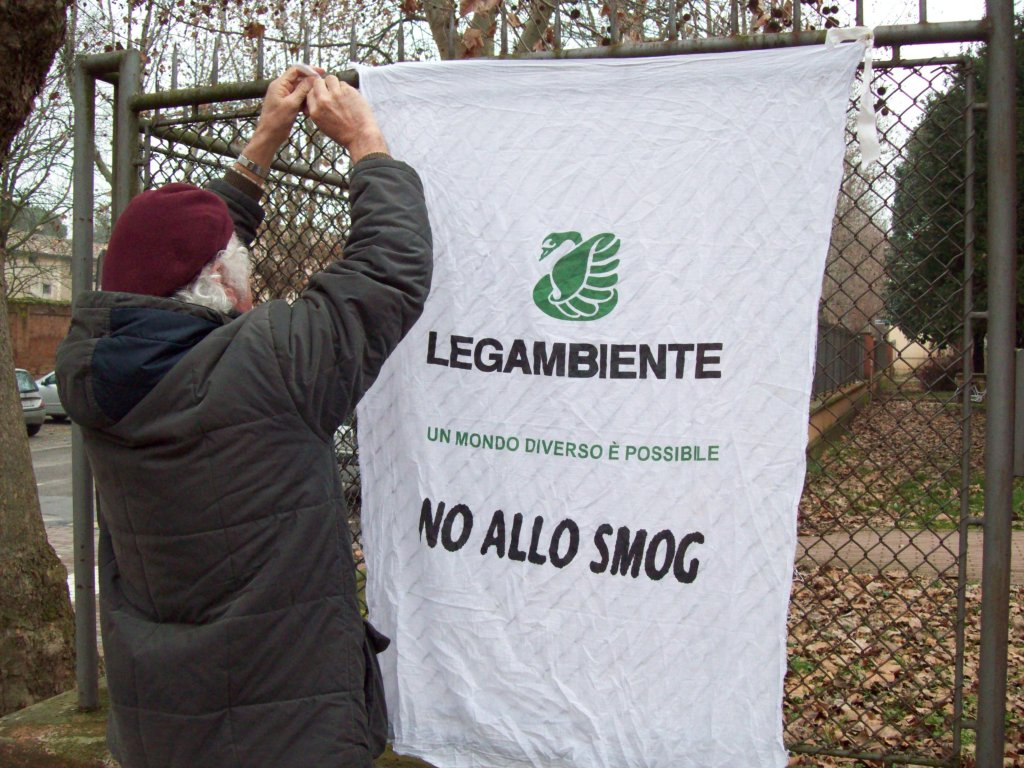
I lenzuoli acchiappasmog

Mal'aria è una delle campagne storiche dell'associazione. Ogni anno, nei mesi di gennaio e febbraio, vengono organizzate iniziative per rilanciare il trasporto pubblico a scapito del mezzo privato, principale responsabile della cattiva qualità dell'aria delle città, in particolare le famigerate polveri sottili (PM10). La campagna è accompagnata dal Dossier Mal'Aria, che riporta i dati sull'inquinamento atmosferico (PM10, ossidi di azoto e ozono troposferico) nei capoluoghi italiani.
D'altra parte gli occasionali blocchi del traffico sembrano fare ben poco per migliorare la qualità dell'aria: quasi tutte le città in cui è presente una rete di rilevamento hanno infatti abbondantemente superato negli ultimi anni il limite previsto di 35 giornate di superamento dei livelli di polveri sottili (50 µg/m³).
Uno degli aspetti più caratteristici dell'iniziativa è stata, fino a 2005, l'esposizione dei "lenzuoli acchiappasmog", semplici lenzuoli bianchi che vengono esposti all'aria aperta (da finestre, balconi ecc.) soprattutto in aree "sensibili", centri urbani, aree industriali, scuole. Dopo un mese l'annerimento del lenzuolo è al tempo stesso un indicatore molto evidente e "low tech" per dimostrare la qualità dell'aria che respiriamo.
Negli anni successivi la campagna si è distinta anche per altre azioni quali flash mob e blitz contro il traffico o mascherine antismog nei negozi.

### Lotta agli ecomostri
Ecomostro è un neologismo coniato dall'associazione per descrivere un edificio, spesso realizzato abusivamente, che deturpa il paesaggio, in particolar modo sulla costa.
"C'era una volta un giovane amico di Legambiente, di nome Giulio Cederna, che si presentò in via Salaria con la foto sbiadita di un palazzone che troneggiava su un bellissimo tratto di costa amalfitana. Ci sollecitava a fare qualcosa contro quel vecchio scempio. Nacque così una lunga battaglia, attraverso Nuova Ecologia e i blitz di Goletta Verde, insieme a Legambiente Campania, che avrebbe portato all'abbattimento di quell'obbrobrio prontamente ribattezzato ecomostro"..
Oltre all'Hotel Fuenti, a Vietri sul Mare, l'ecomostro per antonomasia che venne poi finalmente abbattuto nel 1999, l'associazione nel corso degli anni ha denunciato la presenza di decine di ecomostri, da Pizzo Sella alle spalle della spiaggia di Mondello (PA), a Vico Equense, a Castelvolturno, a Punta Licosa. Alcuni nel corso degli anni sono stati abbattuti, altri restano tuttora in piedi.
Esemplare il caso della "saracinesca" di Punta Perotti, così chiamata perché chiudeva la vista del mare sul litorale di Bari. Abbattuta nel 2006, è stata al centro di una lunga vicenda giudiziaria, finché nel 2012 il tribunale ha condannato lo Stato a risarcire i proprietari per l'abbattimento.
Altri ecomostri celebri abbattuti sono:
- Villaggio Coppola (abbattuto nel 2001): 1,5 milioni di metri cubi di villaggio turistico abusivo costruito sulla spiaggia di Castel Volturno in provincia di Caserta.
- Scheletrone di Palmaria (abbattuto il 22 maggio 2009): scheletro di un residence di 45 appartamenti, mai completati, pari a 8 000 metri cubi, sull'isola di fronte a Portovenere, in provincia di La Spezia.
- Ecomostro di Scala dei Turchi (abbattuto il 6 giugno 2013): uno scheletro di cemento armato di 6 000 metri cubi (ne erano previsti il triplo) sulla spiaggia che conduce alla famosa scogliera bianca a Realmonte (Ag).
- Scheletro di Alimuri (abbattuto il 30 novembre 2014): dopo quarant'anni di resistenza cade sotto i colpi dell'esplosivo uno degli scempi più longevi del mare italiano: lo scheletro di Alimuri a Vico Equense sulla costa della Penisola sorrentina.

### No Cav
Legambiente, insieme a molte altre associazioni e gruppi, è da anni impegnata nella difesa delle Alpi Apuane dalle cave di marmo, all'interno dell'ampio movimento denominato No Cav.

## Bandiera nera e bandiera verde
Legambiente, in collaborazione con il Ministero dell'Ambiente, conferisce annualmente la bandiera nera, ossia riconoscimento negativo, a quei soggetti, individuati come i "nuovi pirati", che avrebbero causato danni all'ambiente e compromesso ecosistemi, responsabili di iniziative ai danni del mare e, più in generale, della fascia costiera, ma anche dell'arco alpino. Mentre conferisce la bandiera verde ai soggetti orientati alla sostenibilità e al rispetto dell'ambiente. Vengono assegnate a comuni, individui singoli, aziende o amministrazioni.

## Persone legate all'associazione
- Chicco Testa, prima segretario e poi presidente dell'Associazione all'inizio degli anni '80. Diventato in seguito deputato per il PCI e PDS, è stato presidente di Acea e di Enel. Dopo aver sostenuto negli anni '80 la battaglia contro l'energia nucleare, in occasione del referendum del 2011 si è invece schierato apertamente a favore del ritorno al nucleare, diventando presidente del Forum Nucleare Italiano.
- Ermete Realacci, presidente dal 1987 al 2003 e tuttora presidente onorario di Legambiente. Eletto nel 2001 alla Camera dei deputati è stato presidente della Commissione Ambiente della Camera nella XV Legislatura per conto della Margherita, è stato parlamentare fino al 2018.
- Laura Conti (1921-1993), medico, figura storica dell'ambientalismo italiano, fu tra i primi a interessarsi dell'incidente di Seveso del 1976. Deputato per il PCI dal 1987 al 1992, quando anche altri ambientalisti (Giorgio Nebbia, Enzo Tiezzi, Gianni Tamino) siedono in parlamento, è stata inoltre presidente del comitato scientifico della Lega per l'Ambiente.
- Fabrizio Giovenale (1918-2006), urbanista, scrittore, ambientalista. Tra i fondatori della Lega per l'Ambiente e firma storica de La Nuova Ecologia.
- Alexander Langer (1946-1995), tra i fondatori del partito dei Verdi, è stato promotore di numerosissime iniziative per la pace, la convivenza, i diritti umani, contro la manipolazione genetica e per la difesa dell'ambiente.
- Massimo Serafini, tra i fondatori del quotidiano il manifesto. Deputato dal 1983 al 1992 per il Partito Comunista Italiano, è stato tra i presentatori delle principali proposte di legge sui temi ambientali. Tra i promotori del referendum antinucleare del 1987, è membro dell'assemblea nazionale degli eletti di Legambiente.
- Roberto Della Seta, è stato presidente nazionale dal 2003 al 2007. Parlamentare per il PD nella XVI Legislatura
- Francesco Ferrante, direttore generale dal 1995 al 2007, eletto Senatore nel 2006 per la Margherita, è stato capogruppo dell'Ulivo in Commissione Ambiente al Senato durante la XV Legislatura e poi ancora membro del senato nella XVI Legislatura per il PD.
- Maurizio Sacconi, ex senatore del Popolo della Libertà e del Nuovo Centrodestra, ex ministro e sottosegretario nei governi Berlusconi ed ex deputato socialista, fu presidente dell'associazione tra l'81 e l'84.
- Rossella Muroni, direttrice generale dal 2007 al 2015 e poi presidente nazionale dal 2015 al 2017; è eletta deputata per Liberi e Uguali nel 2018.

## Controversie
A giugno 2014, da diverse associazioni ambientaliste emergevano perplessità riguardo ai potenziali conflitti di interessi di Legambiente e veniva accusata da Mariarita Signorini (Italia Nostra) di essere: “Una potente lobby strettamente legata alle industrie del settore delle fonti rinnovabili. Che ha solidi legami con la politica”. A metà 2015, un mese dopo il servizio di Report sulla discarica vetrosa di San Cesario sul Panaro, veniva epurato l'omonimo circolo locale che a sua volta denunciava con un esposto in Regione Emilia-Romagna. Nel 2016, Ermete Realacci veniva contestato per la sua fondazione politica "Symbola" con il progetto (poi bocciato) di una maxi discarica in Piemonte, poi due anni dopo partecipava ad un convegno organizzato da CasaPound.
A maggio 2021 il Presidente Nazionale di Legambiente, Stefano Ciafani, nel sostenere un decreto legge del Ministero per la transizione ecologica, denunciava le eccessive interferenze delle "soprintendenze" nei progetti di realizzazione degli impianti eolici, colpevoli di "frenare la transizione ecologica" e "bocciare a prescindere ogni mutamento del territorio". A questa grave affermazione si sono opposte tutte le associazioni di settore dell'archeologia, che hanno denunciato anche di fronte al Presidente della Repubblica l'incostituzionalità dell'iniziativa e il gravissimo rischio che deriva dalla sospensione delle tutele paesaggistica e archeologica invocata dal Ministero e sostenuta da Legambiente.
A Novembre 2021, Legambiente pubblica un appello a sostegno dell'utilizzo di fondi pubblici per sussidiare l'agricoltura biodinamica, pratica antiscientifica.